# Periploca (plante)
Genre
Classification APG III (2009)
Les périploques (Periploca) sont généralement des lianes souvent tropicales formant un genre de plantes de la famille des Asclépiadacées (Classification de Cronquist) ou des Apocynacées (Classification APG III) originaires d'Afrique, d'Europe et d'Asie.

## Description
Les périploques sont généralement des lianes, parfois des arbustes, au feuillage persistant ou caduc.
Les fleurs ont un calice très petit et à cinq divisions persistantes. Leur corolle est en roue, plane, à cinq divisions, surmontée de cinq soies. Chaque fleur porte cinq étamines à filaments recourbés et velus et dispose d'un ovaire supère, surmonté d'un style à stigmate à cinq côtes et muni de cinq petites glandes stipitées.
Les fruits sont deux follicules oblongs, ventrus, renfermant un grand nombre de semences imbriquées, aigrettelées et attachées à un placenta filiforme.
Le nombre de base de chromosomes est de 11 (généralement 22, et quelques espèces tétraploïdes à 44 chromosomes).

## Dénominations et systématique

### Historique et position taxinomique
Joseph Pitton de Tournefort décrit et nomme le genre, en 1700 dans Institutiones rei herbariae, editio altera, en forgeant son nom sur les mots grecs περί - autour - et πλοκά - enchevêtrement - nom parfaitement adapté au caractère volubile de la plante-type, la périploque de Grèce.
En 1753, Carl von Linné reprend le nom de Tournefort en le redéfinissant avec l'espèce-type Periploca graeca.
En 1844, Joseph Decaisne publie une synthèse sur les Asclépiadacées en réduisant le genre à une quinzaine d'espèces et en répartissant une dizaine sur de nouveaux genres.
En 1997, Hendrik Johannes Tjaart Venter révise l'ensemble de la sous-famille des Periplocaceae en définissant deux sections dans le genre Periploca : section Periploca avec 10 espèces et section Monocoranata avec trois espèces.
En 2009, il opère une nouvelle révision, en déplaçant une espèce vers le genre Parquetina.
Le genre Periploca appartient à la sous-famille des Periplocaceae.
De nombreux synonymes génériques sont répertoriés, dont :
- Campelepis Falc. (1842)
- Cyprinia Browicz (1966)
- Socotora Balf.f. (1883)

La proximité des périploques avec les plantes des genres Apocynum, Calotropis, Cryptolepis, Cynanchum, Parsonsia, Trachelospermum en particulier a induit une abondante synonymie.

### Liste des espèces
La liste des espèces est issue des index IPNI - The international plant names index et Tropicos - Index du jardin botanique du Missouri à la date d'octobre 2011. Les espèces conservées dans le genre sont signalées en gras :
- Periploca acuminata M.A.Rahman & Wilcock (1993)
- Periploca africana L. (1753) : voir Cynanchum africanum (L.) Hoffmanns.- synonyme : Vincetoxicum africanum (L.) Kuntze
- Periploca afzelii G.Don (1837)
- Periploca albicans Poir. (1804) - synonyme : Streptocaulon albicans (Poir.) G.Don
- Periploca alboflavescens Dennst. (1818) : voir Parsonsia alboflavescens (Dennst.) Mabb.
- Periploca americana Raf. (1840)
- Periploca angustifolia Labill. (1791) - synonyme : Periploca laevigata subsp. angustifolia (Labill.) Markgr.
- Periploca aphylla Decne. (1843) - synonyme : Campelepis viminea Falk.
- Periploca apiculata (Oliv.) Roberty (1953) - synonymes : Tacazzea apiculata Oliv., Tacazzea kirkii N.E.Br.
- Periploca arborea Dennst. (1818) : voir Wrightia arborea (Dennst.) Mabb.
- Periploca astacus H.Lév. (1914) : voir Trachelospermum axillare Hook.f.
- Periploca audicea Raeusch. (1797)
- Periploca batesii Wernham (1916)
- Periploca bifida (Blume) D.Dietr. (1840) : voir Cryptolepis bifida (Blume) P.I. Forst. - synonyme : Phyllanthera bifida Blume
- Periploca brevicoronata Goyder & Boulos (1991)
- Periploca calophylla (Wight) Falc. (1841) - synonyme : Streptocaulon calophyllum Wight
- Periploca calophylla (Baill.) Roberty (1953) : voir Parquetina calophylla (Baill.) Venter - synonyme : Omphalogonus calophyllus Baill.
  - Periploca calophylla subsp. floribunda (Tsiang) Browicz (1966) : voir Periploca floribunda Tsiang
  - Periploca calophylla subsp. forrestii (Schltr.) Browicz (1966) : voir Periploca forrestii Schltr.
  - Periploca calophylla var. mucronata P.T.Li (1985)
- Periploca calumpitensis Llanos (1851)
- Periploca capensis Roxb. ex Arn. (1834)
- Periploca capsularis G.Forst. (1786) - synonyme : Parsonsia capsularis (G.Forst.) R.Br.
- Periploca chevalieri Browicz (1966)
- Periploca chinensis (Lour.) Spreng. (1824) : voir Cryptolepis sinensis (Lour.) Merr. - synonymes : Emericia sinensis (Lour.) Roem. & Schult., Pergularia sinensis Lour., Periploca sinensis (Lour.) Steud., Streptocaulon chinense (Lour.) G.Don, Vallaris sinensis (Lour.) G.Don
- Periploca chrysantha D.S.Yao, X.C.Chen & J.W.Ren (2002)
- Periploca ciliata Lesch. ex Kostel. (1833)
- Periploca cochinchinensis Lour. (1790) : voir Calotropis gigantea (L.) W.T. Aiton - synonyme : Streptocaulon cochinchinense (Lour.) G.Don
- Periploca cordata Poir. (1804) - synonyme : Hemidesmus cordatus (Poir.) Schult.
- Periploca divaricata Spreng. (1824) : voir Strophanthus divaricatus (Lour.) Hook. & Arn. - synonymes : Emericia divaricata (Lour.) Roem. & Schult., Pergularia divaricata Lour., Streptocaulon divaricatum (Lour.) G.Don, Vallaris divaricata (Lour.) G.Don
- Periploca dubia Burm.f. (1768)
- Periploca emetica Retz. (1791) : voir Secamone emetica (Retz.) R. Br. ex Schult.
- Periploca ephedriformis Schweinf. ex Deflers : voir Leptadenia ephedriformis Deflers
- Periploca esculenta L.f. (1781) : voir Oxystelma esculentum (L.f.) Sm. - synonyme : Sarcostemma esculentum (L. f.) R.W. Holm
- Periploca fasciculata Viv. ex Coss. (1866)
- Periploca floribunda Tsiang (1934) - synonyme : Periploca calophylla subsp. floribunda (Tsiang) Browicz
- Periploca forrestii Schltr. (1913) - synonyme :  Periploca calophylla subsp. forrestii (Schltr.) Browicz
- Periploca forsteri Decne. (1844)
- Periploca fruticosa Mill. (1768)
- Periploca gabonica (Baill.) A.Chev. (1951) - synonyme : Parquetina gabonica Baill.
- Periploca gracilis Boiss. (1875) - synonyme : Cyprinia gracilis (Boiss.) Browicz
- Periploca graeca L. (1753) - synonyme : Periploca maculata Moench
  - Periploca graeca var. oblongifolia Post (1896)[6]
- Periploca hastata Decne. (1844)
- Periploca heterophylla A.Cunn. ex Decne. (1844)
- Periploca humboldtiana Schult. (1820)
- Periploca hydaspidis Falc. (1841)
- Periploca indica L. (1753) : voir Hemidesmus indicus (L.) R.Br. ex Schult.
- Periploca khasiana Benth. ex Hook.f. (1883) : voir Stelmocrypton khasianum (Kurz) Baill. - synonyme : Pentanura khasiana Kurz
- 'Periploca laeta Salisb. (1796)
- Periploca laevigata Balansa ex Boiss. (1875)
- Periploca laevigata Ait. (1789) - synonyme : Periploca punicaefolia Cav.
  - Periploca laevigata subsp. angustifolia (Labill.) Markgr. (1971) : voir Periploca angustifolia Labill.
  - Periploca laevigata f. anomalis G.Kunkel (1972)
  - Periploca laevigata f. obovata G.Kunkel (1977)
  - Periploca laevigata f. undulata G.Kunkel (1977)
- Periploca latifolia K.Schum. (1895)
- Periploca linearifolia Quart.-Dill. & A.Rich. (1840)
- Periploca linearis Hochst. (1841) : voir Periploca linearifolia Quart.-Dill. & A.Rich[7].
- Periploca maculata Moench (1794) : voir Periploca graeca L.
- Periploca malabarica Burm. ex Decne. (1844) : voir Hemidesmus indicus (L.) R.Br. ex Schult.
- Periploca mauritiana (Lam.) Poir. (1804) : voir Camptocarpus mauritianus (Lam.) Decne. - synonyme : Cynanchum mauritianum Lam.
- Periploca mexicoensis P.T.Li (1993) - remplace l'homonyme Periploca viridiflora Sessé & Moc. de Periploca viridiflora Kostel.
- Periploca montana (Roxb.) Rottler ex Wight (1834) : voir Gymnema montanum (Roxb.) Hook.f. - synonymes : Asclepias montana Roxb., Bidaria montana (Roxb.) M.A. Rahman & Wilcock
- Periploca mucronata Willd. ex Schult. (1820) : voir Ditassa albonerva (R.W.Holm) Morillo - synonymes : Cynanchum albonervum R.W.Holm, Cynanchum avilense Morillo, Cynanchum mucronatum Kunth
- Periploca multiflora Burm.f. (1768)
- Periploca nigrescens Afzel. (1818)
- Periploca oblongata Humb. & Bonpl. ex Schult. (1820)
- Periploca oleifolia Salisb. (1796) : voir Periploca laevigata Ait.
- Periploca ovata Poir. ex Decne. (1844) : voir Pleurostelma cernuum (Decne.) Bullock - synonymes : Astephanus cernuus Decne., Astephanus ovatus Decne., Microstephanus cernuus (Decne.) N.E.Br.
- Periploca ovata Sessé & Moc. (1894)
- Periploca pallida Salisb. (1796)[8]
- Periploca palvalli Dennst. (1818)
- Periploca parviflora Poir. (1804) - synonyme : Streptocaulon parviflorum (Poir.) G.Don
- Periploca parviflora Willd. ex Schult. (1820) : voir Metastelma pubipetalum (Alain) Liede  - synonymes : Astephanus cubensis Kunth, Cynanchum pubipetalum Alain
- Periploca parviflora Sessé & Moc. (1894) : voir Periploca sesseiana P.T.Li
- Periploca petersiana Vatke (1876)
- Periploca preussii K.Schum. (1893)
- Periploca pubescens Humb. & Bonpl. ex Schult. (1820)[9]
- Periploca punicaefolia Cav. (1795) : voir Periploca laevigata Ait.
- Periploca purpurea Kerr (1938)
- Periploca pyrotechnica (Forssk.) Spreng. ex Decne.(1834) : voir Leptadenia pyrotechnica (Forssk.) Decne. - synonymes : Cynanchum pyrotechnicum Forssk., Microloma pyrotechnicum (Forssk.) Spreng., Sarcostemma pyrotechnicum (Forssk.) Schult.
- Periploca refractifolia Gilli (1973)
- Periploca repens Sessé & Moc. (1888)
- Periploca reticulata Roth (1821)
- Periploca rigida Viv. (1824)[10]
- Periploca scandens Aubl. (1775) : voir Gonolobus martinicensis Decne.- synonyme : Gonolobus scandens (Aubl.) Urb[11].
- Periploca scandens Rojas (1897)
- Periploca secamone L. (1771) : voir Sarcostemma secamone (L.) Bennett - synonymes : Oxystelma aegyptiacum Decne., Oxystelma alpini Decne., Oxystelma esculentum var. alpini (Decne.) N.E.Br[12].
- Periploca secamone Thunb. (1794) : voir Secamone thunbergii E.Mey.
- Periploca sepium Bunge (1833)
- Periploca sesseiana P.T.Li (1993) - synonyme : Periploca parviflora Sessé & Moc[13].
- Periploca sinensis (Lour.) Steud. (1840) : voir Cryptolepis sinensis (Lour.) Merr. - synonymes : Emericia sinensis (Lour.) Roem. & Schult. Pergularia sinensis Lour., Periploca chinensis (Lour.) Spreng., Streptocaulon chinense (Lour.) G.Don, Vallaris sinensis (Lour.) G.Don
- Periploca somaliensis Browicz (1966)
- Periploca sylvestris Retz. (1781) : voir Gymnema sylvestre (Retz.) R.Br. ex Schult. - synonymes : Apocynum alterniflorum Lour., Cynanchum subvolubile Schumach., Gymnema affine Decne., Gymnema alterniflorum (Lour.) Merr., Gymnema formosanum Warb., Gymnema humile Decne., Gymnema rufescens Decne., Gymnema subvolubile (Schumach.) Decne., Gymnema sylvestre var. affine (Decne.) Tsiang, Gymnema sylvestre var. ceylanica Hook.f., Gymnema sylvestre var. chinense Benth., Marsdenia sylvestris (Retz.) P.I.Forst., Periploca tenuifolia Willd. ex Schult.  Strophanthus alterniflorus (Lour.) Spreng.
- Periploca tenuifolia L. (1753) : voir Microloma tenuifolium (L.) R.Br. - synonymes : Ceropegia sinuata Poir., Ceropegia tenuifolia (L.) L., Microloma lineare R.Br.
- Periploca tenuifolia Humb. & Bonpl. ex Schult. (1820)) : voir Gymnema sylvestre (Retz.) R.Br. ex Schult. - synonymes : Apocynum alterniflorum Lour., Cynanchum subvolubile Schumach., Gymnema affine Decne., Gymnema alterniflorum (Lour.) Merr., Gymnema formosanum Warb., Gymnema humile Decne., Gymnema rufescens Decne., Gymnema subvolubile (Schumach.) Decne., Gymnema sylvestre var. affine (Decne.) Tsiang, Gymnema sylvestre var. ceylanica Hook.f., Gymnema sylvestre var. chinense Benth., Marsdenia sylvestris (Retz.) P.I.Forst., Periploca sylvestris Retz., Strophanthus alterniflorus (Lour.) Spreng[9].
- Periploca tsiangii D.Fang & H.Z.Ling (1994)
- Periploca tunicata Retz. (1781) ; voir Cynanchum tunicatum (Retz.) Alston - synonyme : Vincetoxicum tunicatum (Retz.) Kuntze
- Periploca tunicata Hort.Madr. ex Wight (1834) : voir Cynanchum callialatum Buch.-Ham. ex Wight - synonymes : Cyathella callialata (Buch.-Ham. ex Wight) C.Y.Wu & D.Z.Li, Cynoctonum callialatum (Buch.-Ham. ex Wight) Decne. Vincetoxicum callialatum (Buch.-Ham. ex Wight) Kuntze
- Periploca umbellata Aubl. (1775) : voir Pinochia corymbosa (Jacq.) M.E.Endress & B.F.Hansen - synonymes : Forsteronia corymbosa (Jacq.) G. Mey., Parsonsia corymbosa (Jacq.) R. Br. ex Steud., Thyrsanthus corymbosus (Jacq.) Miers
- Periploca venosa Hochst. ex Decne. (1844) : voir Tacazzea venosa Decne.
- Periploca virgata Poir. (1804) : voir Orthosia virgata (Poir.) E. Fourn. - synonymes : Metastelma virgatum (Poir.) Decne., Streptocaulon virgatum (Poir.) G. Don, Vincetoxicum virgatum (Poir.) Kuntze
- Periploca viridiflora Kostel. (1833) : voir Cryptolepis buchananii Schult.
- Periploca viridiflora Sessé & Moc. (1894) : voir Periploca mexicoensis P.T.Li (remplace l'homonyme Periploca viridiflora Sessé & Moc. de Periploca viridiflora Kostel.)
- Periploca visciformis (Vatke) K.Schum. (1895) - synonyme : Leptadenia visciformis Vatke
- Periploca vomitoria Lesch. ex Kostel. (1833)
- Periploca wildemanii A.Chev. (1911)